# Mr. Barnes of New York (1922)
Mr. Barnes of New York é um filme de drama mudo americano de 1922 dirigido por Victor Schertzinger e estrelado por Tom Moore, Anna Lehr e Naomi Childers. Trata-se de uma adaptação do romance homônimo de Archibald Clavering Gunter, anteriormente transformado em filme de 1914.

## Elenco
- Tom Moore como o Sr. Barnes
- Anna Lehr como Marina Paoli
- Naomi Childers como Enid Anstruther
- Louis Willoughby como Gerard Anstruther
- Ramon Novarro como Antonio
- Otto Hoffman como Tomasso
- Sidney Ainsworth como Conde Danella

## Status de Preservação
Uma impressão do Sr. Barnes de Nova York existe na George Eastman House. 